# 慈善

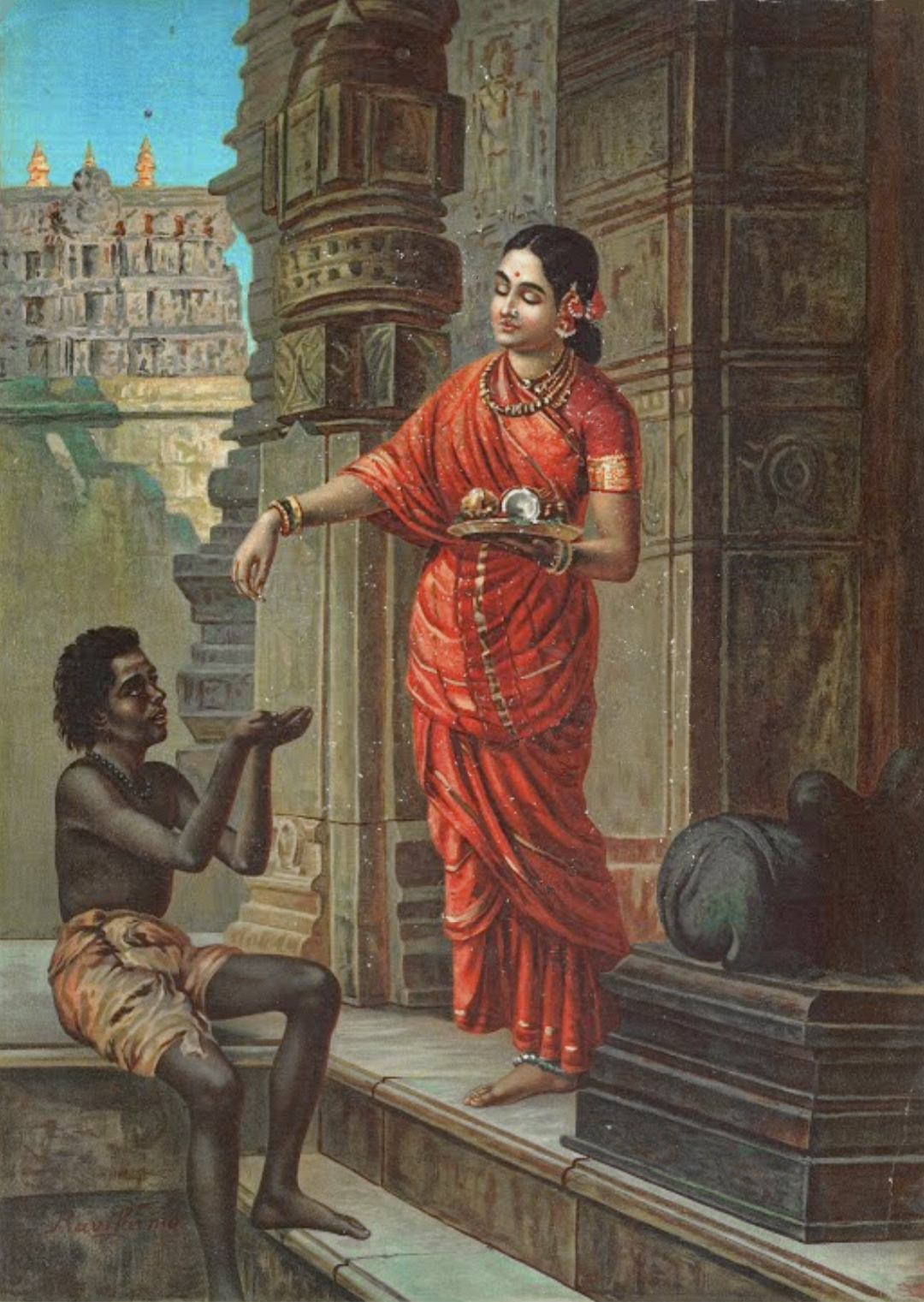
慈善活動

慈善是一種善良意願的社會活動，可能包含布施、救濟貧苦、動物保護甚至環境保護等。慈善事業的實踐意味著自願向有需要的人提供幫助，作為一種人道主義行為。
慈善關係「施予者」和「受施者」。在社會上，不問物質回報地，給予有需要的社群幫助、贊助等。是促進人類福利進步的利他關懷，通常透過捐贈金錢、資產或工作活動，由教育或醫療機構捐贈予有需求的人，或公益協助其他社會需求。
中國的慈善最主要的莫過於布施，尤其是饑荒或戰亂時的布施食物，《礼记·檀弓》記載有“嗟来之食”的典故，黔敖所主持的就是一種慈善事業。後世的佛教、道教認為行善可以累積功德，清朝康熙年間，大學士李光地在饑荒時，设置粥厂煮粥散给饑民吃。江苏巡抚张伯行倡导“担粥法”。陆世仪在《劝施米汤约》文中提出施米汤法，就是家里做饭时，多放点水，把米汤舀出来，再放點雜糧，施舍给没有饭吃的人。光绪中九年（1883）水灾，顺天府尹周家楣奏准在各乡镇及京城六门外设立粥厂。

## 相關
- 慈善机构
- 中國慈善事業史
- 志願工作者
- 香港賽馬會慈善信託基金
- 東華三院
- 六合彩獎券基金，愛國獎券
- 公益金
- 非營利組織
- 麦当劳
- 金球奖
- 麥可·傑克森
- 奥普拉·温芙瑞
- 美国政治
- 伍宜孫
- 艾茵·兰德
- 红卍字会
- 宗教社會主義
- 海伦·克拉克
- 天津教案
- 李陞
- 柏林西非會議
- 社会团体
- 救世軍
- 胡永輝
- 蓋茨
- 龍騰燈耀慶千禧
- 英國三軍廣播服務
- 朱孟依
- 蓬蝶普·娜矶朗嘉诺克
- 華懋慈善基金
- 莊朱玉女